# مروان بن عمر
مروان بن عمر (بالإنجليزية: Marouane Ben Amor)‏ (مواليد 23 ديسمبر 1989 في تونس لاعب كرة قدم تونسي يجيد اللعب في خط الوسط .

## روابط خارجية
- مروان بن عمر على موقع قاعدة بيانات كرة القدم.إي يو (الإنجليزية)
- مروان بن عمر على موقع Soccerway.com (الإنجليزية)
- مروان بن عمر على موقع كووورة

- مروان بن عمر